# Équipe de Hongrie de football à la Coupe du monde 1958
L'équipe de Hongrie de football participe à sa quatrième Coupe du monde lors de l'édition 1958 qui se tient en Suède du 8 au 29 juin 1958.
Quatre ans après le brillant parcours du Onze d’or (seulement battu en finale par l’Allemagne de l'Ouest alors qu’il était le grand favori de la compétition), les Hongrois se qualifient pour une nouvelle compétition mondiale. Entre-temps, en 1956, les chars russes ont fait leur entrée dans Budapest pour écraser l’insurrection hongroise, événement qui a eu de lourdes répercussions sur l’équipe nationale. En effet, elle perd Ferenc Puskás, Zoltán Czibor et Sándor Kocsis qui quittent le pays pour aller s'installer en Espagne, renonçant du même coup à porter à nouveau le maillot hongrois.
La Hongrie ne parvient pas à sortir de son groupe lors du premier tour, composé du pays hôte, la Suède, du pays de Galles, qui participent pour la première fois à la Coupe du monde, et du Mexique. Les hommes de Lajos Baróti ne remportent qu'un seul match, sur le large score de quatre buts à zéro face au Mexique lors de la dernière journée du groupe. Deuxièmes ex æquo à égalité de points avec les surprenants Gallois, les Magyars perdent le match d’appui décisif contre le pays de Galles et sont éliminés de la compétition.

## Phase qualificative
La Hongrie remporte le groupe 3 et se qualifie pour la phase finale de la Coupe du monde, devant la Bulgarie et la Norvège.
| Rang | Équipe   | Pts | J | G | N | P | Bp | Bc | Diff |  | Résultats (▼ dom., ► ext.) |     |     |     |
| ---- | -------- | --- | - | - | - | - | -- | -- | ---- |  | -------------------------- | --- | --- | --- |
| 1    | Hongrie  | 6   | 4 | 3 | 0 | 1 | 12 | 4  | +8   |  | Hongrie                    |     | 4-1 | 5-0 |
| 2    | Bulgarie | 4   | 4 | 2 | 0 | 2 | 11 | 7  | +4   |  | Bulgarie                   | 1-2 |     | 7-0 |
| 3    | Norvège  | 2   | 4 | 1 | 0 | 3 | 3  | 15 | -12  |  | Norvège                    | 2-1 | 1-2 |     |

| 12 juin 1957 | Norvège                      | 2 - 1 | Hongrie   | Ullevaal Stadion, Oslo                     |                                            |
|              | Hennum 10e · Kristiansen 78e |       | Tichy 43e | Spectateurs : 36 000 Arbitrage : Leo Helge | Spectateurs : 36 000 Arbitrage : Leo Helge |
|              | détails                      |       |           | Spectateurs : 36 000 Arbitrage : Leo Helge | Spectateurs : 36 000 Arbitrage : Leo Helge |

| 23 juin 1957 | Hongrie                          | 4 - 0 | Bulgarie  | Nepstadion, Budapest                            |                                                 |
|              | Machos 5e, 14e, 30e · Bozsik 52e |       | Kolev 69e | Spectateurs : 60 000 Arbitrage : Maurice Guigue | Spectateurs : 60 000 Arbitrage : Maurice Guigue |
|              | détails                          |       |           | Spectateurs : 60 000 Arbitrage : Maurice Guigue | Spectateurs : 60 000 Arbitrage : Maurice Guigue |

| 15 septembre 1957 | Bulgarie | 1 - 2 | Hongrie           | Stade Vasil-Levski, Sofia                         |                                                   |
|                   | Diev 43e |       | Hidegkuti 2e, 34e | Spectateurs : 50 000 Arbitrage : Giorgio Bernardi | Spectateurs : 50 000 Arbitrage : Giorgio Bernardi |
|                   | détails  |       |                   | Spectateurs : 50 000 Arbitrage : Giorgio Bernardi | Spectateurs : 50 000 Arbitrage : Giorgio Bernardi |

| 10 novembre 1957 | Hongrie                                                 | 5 - 0 | Norvège | Nepstadion, Budapest                          |                                               |
|                  | Sándor 12e · Csordás 20e · Machos 69e · Falch 75e (csc) |       |         | Spectateurs : 91 000 Arbitrage : Albert Dusch | Spectateurs : 91 000 Arbitrage : Albert Dusch |
|                  | détails                                                 |       |         | Spectateurs : 91 000 Arbitrage : Albert Dusch | Spectateurs : 91 000 Arbitrage : Albert Dusch |

## Phase finale

### Premier tour - Poule III
| Classement final |                |     |   |   |   |   |    |    |      |
|                  | Équipe         | Pts | J | G | N | P | BP | BC | Moy. |
| 1                | Suède          | 5   | 3 | 2 | 1 | 0 | 5  | 1  | 5.00 |
| 2                | Pays de Galles | 3   | 3 | 0 | 3 | 0 | 2  | 2  | 1.00 |
| 3                | Hongrie        | 3   | 3 | 1 | 1 | 1 | 6  | 3  | 2.00 |
| 4                | Mexique        | 1   | 3 | 0 | 1 | 2 | 1  | 8  | 0.13 |

| 8 juin        | Suède          | 3 | 0 | Mexique        |
| 8 juin        | Hongrie        | 1 | 1 | Pays de Galles |
| 11 juin       | Pays de Galles | 1 | 1 | Mexique        |
| 12 juin       | Suède          | 2 | 1 | Hongrie        |
| 15 juin       | Suède          | 0 | 0 | Pays de Galles |
| 15 juin       | Hongrie        | 4 | 0 | Mexique        |
| Match d'appui |                |   |   |                |
| 17 juin       | Pays de Galles | 2 | 1 | Hongrie        |

| 8 juin 1958                       | Hongrie   | 1 - 1 | Pays de Galles | Jernvallen, Sandviken                               |                                                     |
| 19:00 · Historique des rencontres | Bozsik 5e |       | J. Charles 27e | Spectateurs : 15 000 Arbitrage : José María Codesal | Spectateurs : 15 000 Arbitrage : José María Codesal |
| 19:00 · Historique des rencontres | (Rapport) |       |                | Spectateurs : 15 000 Arbitrage : José María Codesal | Spectateurs : 15 000 Arbitrage : José María Codesal |

| 12 juin 1958                      | Suède           | 2 - 1 | Hongrie   | Råsunda, Solna                              |                                             |
| 19:00 · Historique des rencontres | Hamrin 34e, 55e |       | Tichy 77e | Spectateurs : 39 000 Arbitrage : Jack Mowat | Spectateurs : 39 000 Arbitrage : Jack Mowat |
| 19:00 · Historique des rencontres | (Rapport)       |       |           | Spectateurs : 39 000 Arbitrage : Jack Mowat | Spectateurs : 39 000 Arbitrage : Jack Mowat |

| 15 juin 1958                      | Hongrie                                    | 4 - 0 | Mexique | Jernvallen, Sandviken                          |                                                |
| 19:00 · Historique des rencontres | Tichy 19e, 46e · Sándor 54e · Bencsics 69e |       |         | Spectateurs : 13 000 Arbitrage : Arne Eriksson | Spectateurs : 13 000 Arbitrage : Arne Eriksson |
| 19:00 · Historique des rencontres | (Rapport)                                  |       |         | Spectateurs : 13 000 Arbitrage : Arne Eriksson | Spectateurs : 13 000 Arbitrage : Arne Eriksson |

| 17 juin 1958 Match d'appui        | Pays de Galles                | 2 - 1 | Hongrie   | Råsunda, Solna                                   |                                                  |
| 19:00 · Historique des rencontres | I. Allchurch 55e · Medwin 76e |       | Tichy 33e | Spectateurs : 3 000 Arbitrage : Nikolaï Latychev | Spectateurs : 3 000 Arbitrage : Nikolaï Latychev |
| 19:00 · Historique des rencontres | (Rapport)                     |       |           | Spectateurs : 3 000 Arbitrage : Nikolaï Latychev | Spectateurs : 3 000 Arbitrage : Nikolaï Latychev |

## Effectif
Lajos Baróti est le sélectionneur de la Hongrie durant la Coupe du monde.
| No. | Pos.      | Joueur              | Date de naissance et âge | Sélec. | Club               |
| --- | --------- | ------------------- | ------------------------ | ------ | ------------------ |
| 1   | Gardien   | Gyula Grosics       | 4 février 1926           |        | Tatabányai Bányász |
| 2   | Défenseur | Sándor Mátrai       | 20 novembre 1932         |        | Ferencváros TC     |
| 3   | Défenseur | Ferenc Sipos        | 13 décembre 1932         |        | MTK Budapest       |
| 4   | Défenseur | László Sárosi       | 2 février 1932           |        | Vasas SC           |
| 5   | Milieu    | József Bozsik       | 28 novembre 1925         |        | Budapest Honvéd    |
| 6   | Milieu    | Pál Berendi         | 30 novembre 1932         |        | Vasas SC           |
| 7   | Milieu    | László Budai        | 19 juillet 1928          |        | Budapest Honvéd    |
| 8   | Milieu    | Lajos Tichy         | 21 mars 1935             |        | Budapest Honvéd    |
| 9   | Attaquant | Nándor Hidegkuti    | 3 mars 1922              |        | MTK Budapest       |
| 10  | Attaquant | Dezső Bundzsák      | 3 mai 1928               |        | Vasas SC           |
| 11  | Attaquant | Károly Sándor       | 29 novembre 1928         |        | MTK Budapest       |
| 12  | Défenseur | Béla Kárpáti        | 30 septembre 1929        |        | Vasas SC           |
| 13  | Défenseur | Oszkár Szigeti      | 1er janvier 1933         |        | Diósgyőri VTK      |
| 14  | Attaquant | Ferenc Szojka       | 7 avril 1931             |        | Salgótarjáni BTC   |
| 15  | Milieu    | Antal Kotász        | 9 septembre 1929         |        | Budapest Honvéd    |
| 16  | Attaquant | László Lachos       | 17 janvier 1933          |        | Tatabányai Bányász |
| 17  | Attaquant | Mihály Vasas        | 1er janvier 1933         |        | Salgótarjáni BTC   |
| 18  | Attaquant | Tivadar Monostori   | 24 mars 1936             |        | Dorogi FC          |
| 19  | Attaquant | Zoltán Friedmanszky | 22 octobre 1934          |        | Ferencváros TC     |
| 20  | Attaquant | József Bencsics     | 6 août 1933              |        | Újpest FC          |
| 21  | Attaquant | Máté Fenyvesi       | 20 septembre 1933        |        | Ferencváros TC     |
| 22  | Gardien   | István Ilku         | 6 mars 1933              |        | Dorogi FC          |